# Rinorea laurifolia
Rinorea laurifolia är en violväxtart som beskrevs av L. B. Smith och Fernandez-perez. Rinorea laurifolia ingår i släktet Rinorea och familjen violväxter. Inga underarter finns listade i Catalogue of Life.